# 南海楚克拉虫
南海楚克拉虫（学名：Zschokkella nanhaiensis）为两极科楚克拉虫属的动物。在中国，分布于广东等，营寄生生活，寄生在沙塘鳢的膀胱。